# Andreas Stähle
Andreas Stähle (Halle, RDA, 14 de febrero de 1965) es un deportista de la RDA que compitió en piragüismo en la modalidad de aguas tranquilas.
Participó en los Juegos Olímpicos de Seúl 1988, obteniendo una medalla de plata en la prueba de K1 500 m, y una de bronce en la prueba de K4 1000 m. Ganó ocho medallas en el Campeonato Mundial de Piragüismo entre los años 1983 y 1990.

## Palmarés internacional
| Juegos Olímpicos   | Juegos Olímpicos     | Juegos Olímpicos  | Juegos Olímpicos |
| Año                | Lugar                | Medalla           | Evento           |
| ------------------ | -------------------- | ----------------- | ---------------- |
| 1988               | Seúl (Corea del Sur) | Medalla de plata  | K1 500 m         |
| 1988               | Seúl (Corea del Sur) | Medalla de bronce | K4 1000 m        |
| Campeonato Mundial |                      |                   |                  |
| Año                | Lugar                | Medalla           | Evento           |
| 1983               | Tampere (Finlandia)  | Medalla de bronce | K1 500 m         |
| 1983               | Tampere (Finlandia)  | Medalla de oro    | K4 500 m         |
| 1983               | Tampere (Finlandia)  | Medalla de plata  | K4 1000 m        |
| 1985               | Malinas (Bélgica)    | Medalla de oro    | K1 500 m         |
| 1985               | Malinas (Bélgica)    | Medalla de bronce | K4 1000 m        |
| 1986               | Montreal (Canadá)    | Medalla de oro    | K4 500 m         |
| 1987               | Duisburgo (RFA)      | Medalla de plata  | K1 500 m         |
| 1990               | Poznań (Polonia)     | Medalla de plata  | K4 500 m         |